# Canton de Rochefort-en-Terre
Le canton de Rochefort-en-Terre est une ancienne division administrative française, située dans le département du Morbihan et la région Bretagne.

## Composition
Le canton de Rochefort-en-Terre regroupait les communes suivantes :
| Nom                            | Code Insee | Intercommunalité                      | Superficie (km2) | Population (dernière pop. légale) | Densité (hab./km2) |
| ------------------------------ | ---------- | ------------------------------------- | ---------------- | --------------------------------- | ------------------ |
| Rochefort-en-Terre (chef-lieu) | 56196      | CC Questembert Communauté             | 1,22             | 640 (2014)                        | 525                |
| Caden                          | 56028      | CC Questembert Communauté             | 38,10            | 1 632 (2014)                      | 43                 |
| Limerzel                       | 56111      | CC Questembert Communauté             | 25,15            | 1 337 (2014)                      | 53                 |
| Malansac                       | 56123      | CC Questembert Communauté             | 36,18            | 2 148 (2014)                      | 59                 |
| Pluherlin                      | 56171      | CC Questembert Communauté             | 35,40            | 1 478 (2014)                      | 42                 |
| Saint-Congard                  | 56211      | CC De l'Oust à Brocéliande Communauté | 21,87            | 747 (2014)                        | 34                 |
| Saint-Gravé                    | 56218      | CC Questembert Communauté             | 15,75            | 769 (2014)                        | 49                 |
| Saint-Laurent-sur-Oust         | 56224      | CC De l'Oust à Brocéliande Communauté | 3,88             | 367 (2014)                        | 95                 |

## Histoire
- De 1833 à 1848, les cantons de Questembert et de Rochefort avaient le même conseiller général. Le nombre de conseillers généraux était limité à 30 par département[1].

## Représentation

### Conseillers généraux de 1833 à 2015
| Période | Période      | Identité                                        | Étiquette         | Qualité |
| ------- | ------------ | ----------------------------------------------- | ----------------- | --- |
| 1833    | 1844         | Pierre Gautier                                  |                   | Maire de Questembert |
| 1844    | 1845         | Joseph Ollivier Guillaume (1800-1868)           |                   | Officier de santé, médecin, maire de Questembert (1835-1848) |
| 1845    | 1848         | Jacques Juhel                                   |                   | Propriétaire, ancien percepteur, maire de Rochefort-en-Terre |
| 1848    | 1852         | Paul Vincent Audren de Kerdrel                  | Droite            | Officier de cavalerie - Propriétaire Maire de Saint-Gravé (1848-1850 et 1875-1889) Président de la Chambre de commerce et d'industrie du Morbihan Député (1849-1851) |
| 1852    | 1864         | Charles Jean-Marie Emmanuel Le Deuc (1815-1893) |                   | Notaire à Rochefort-en-Terre Directeur de la Caisse d'escompte de Lorient                                                                                            |
| 1864    | 1867         | Jacques Juhel                                   |                   | Propriétaire, ancien percepteur, maire de Rochefort-en-Terre |
| 1867    | 1871         | Amaury Simon                                    |                   | Propriétaire, Président du conseil d'administration de la Société des ardoises Rochefort-en-Terre                                                                    |
| 1871    | 1889 (décès) | Paul Vincent Audren de Kerdrel                  | Droite            | Officier de cavalerie - Propriétaire Maire de Saint-Gravé (1848-1850 et 1875-1889) Président de la Chambre de commerce et d'industrie du Morbihan Député (1849-1851) |
| 1889    | 1895         | Roger Audren de Kerdrel (fils du précédent)     | Droite            | Lieutenant-colonel de cavalerie, Saint-Gravé |
| 1895    | 1919         | François Forest                                 | Droite catholique | Militaire - Maire de Malansac Député (1898-1914) |
| 1919    | 1937         | Victor Limon-Duparcmeur                         | URD               | Notaire Maire de Rochefort-en-Terre (1934-1939) |
| 1937    | 1940         | René Forest                                     | URD               | Propriétaire Maire de Malansac (1923-1947) Nommé conseiller départemental en 1943                                                                                    |
| 1940    | 1945         | vacant                                          |                   | |
|         |              |                                                 |                   | |
| 1945    | 1949         | René Forest                                     | DVD               | Propriétaire Maire de Malansac (1923-1947) |
| 1949    | 1967         | Jean Roullet de la Bouillerie (1904-1980)       | DVD puis CD       | Maire de Saint-Gravé |
| 1967    | 1998         | René Belliot (1929-2016)                        | RI puis RPR       | Comptable puis commercial Maire de Rochefort-en-Terre (1977-1995) |
| 1998    | 2004         | René Santerre                                   | DVD > UMP         | Chef d'entreprise - Maire de Malansac (1995-2008) |
| 2004    | 2015         | François Hervieux                               | DVG puis PS       | Travailleur social - Maire de Malansac (2008-2014) |

Un nouveau découpage territorial du Morbihan entre en vigueur à l'occasion des élections départementales de 2015. Il est défini par le décret du 21 février 2014, en application des lois du 17 mai 2013 (loi organique 2013-402 et loi 2013-403).

En vertu de ce nouveau découpage, les communes du canton de Rochefort-en-Terre sont réparties entre les nouveaux cantons de Questembert et Moréac.

### Conseillers d'arrondissement (de 1833 à 1940)
| Période                                  | Période      | Identité                          | Étiquette    | Qualité |
| ---------------------------------------- | ------------ | --------------------------------- | ------------ | --- |
| 1833                                     | 1839         | Amédée Anne du Portal (1801-1868) |              | Contrôleur des contributions directes, propriétaire à Rochefort-en-Terre                                    |
| 1839                                     | 1845         | Charles Adolphe Desgoulle         |              | Ancien notaire, propriétaire à Rochefort-en-Terre                                                           |
| 1845                                     | 1848         | M. Juhel                          |              | Propriétaire à Rochefort-en-Terre                                                                           |
|                                          |              |                                   |              | |
| 1877                                     | 1878 (décès) | M. Guillotin                      |              | |
| 1878                                     | 1888 (décès) | François Juhel                    | Républicain  | Conseiller municipal de Rochefort-en-Terre (1874-1880)                                                      |
|                                          |              |                                   |              | |
| 1895                                     | 1906 (décès) | Jean Bahon                        | Conservateur | Propriétaire à Rochefort-en-Terre                                                                           |
| 1906                                     | 1934         | Lionel de Saint-Quentin           | Conservateur | Propriétaire à Rochefort-en-Terre                                                                           |
| 1934                                     | 1940         | Isidore Brohan                    | URD          | Propriétaire, maire de Caden                                                                                |
| 1940                                     |              |                                   |              | Les conseils d'arrondissement ont été suspendus par la loi du 12 octobre 1940 et n'ont jamais été réactivés |
| Les données manquantes sont à compléter. |              |                                   |              | |

## Démographie
| 1962  | 1968  | 1975  | 1982  | 1990  | 1999  | 2006  | 2011  | 2012  |
| ----- | ----- | ----- | ----- | ----- | ----- | ----- | ----- | ----- |
| 8 946 | 8 496 | 8 223 | 8 150 | 8 092 | 7 843 | 8 401 | 9 020 | 9 081 |